# Государственный архив Свердловской области
Государственный архив Свердловской области (ГКУСО "ГАСО") — государственное казённое учреждение Свердловской области, главный архив Свердловской области. Располагается в Екатеринбурге.
В числе фондов личного происхождения досоветского периода — фонды заводовладельцев, купцов, помещиков (Голубцовых, Демидовых), писателей, в том числе Д. Н. Мамина-Сибиряка, краеведов О. Е. Клера, Н. К. Чупина, В. П. Бирюкова.

## История
В 1919 году создан Екатеринбургский губернский архив, в 1923 году преобразован в Уральский областной архив. С 1934 года — Свердловский областной архив. С 1941 года — Государственный архив Свердловской области.

## Деятельность
Одним из важных направлений деятельности является исполнение запросов физических и юридических лиц. Исполнение запросов граждан и организаций осуществляется в форме предоставления им архивных справок, выписок и копий. Запущен тематический ресурс «Метрические книги ГАСО», где пользователям в режиме удалённого просмотра доступна коллекция цифровых образов метрических книг. Был разработан тематический информационный ресурс «Демидовы.рус», позволяющий размещать сканы документов и информацию о Демидовых. На портале реализована система поиска по хронологии, ключевым словам, географическим объектам, коллекциям.

### Культурная деятельность
- Подготовлена выставка архивных документов «Сплав традиций и инноваций», посвящённая 385-летию Алапаевска.
- Выставочный проект «Синергия людей и пространства» был приурочен к празднованию 400-летия посёлка Гари.
- К 425-летию Верхотурья была представлена выставка об истории города «Верхотурье: от духовной столицы к столице духовности».
- К 285-летию Северского трубного завода была организована выставка «Под крылом Северской цапли»: совместный проект Свердловского областного краеведческого музея имени О. Е. Клера, Государственного архива Свердловской области и Северского трубного завода.[1]

#### Международная культурная деятельность
- Участие в церемонии открытия выставки архивных документов «Без срока давности. Суды истории» на площадке Кыргызского национального университета имени Ж. Баласагына. Экспозиция была посвящена годовщине Нюрнбергского, Токийского и Хабаровского процессов над фашистскими преступниками и включала в себя копии архивных документов и фотоматериалов о преступлениях нацизма на территории СССР и Европы.[1]
- Выставка архивных документов «Урал — Китай: путешествие по реке времени», экспозиция которой была сформирована из фондов Государственного архива административных органов Свердловской области, Государственного архива Свердловской области, Центра документации общественных организаций Свердловской области и Музея истории Уралмашзавода при поддержке Министерства международных и внешнеэкономических связей Свердловской области.[1]